# 1991 FE1
1991 FE1 är en asteroid i huvudbältet, som upptäcktes den 18 mars 1991 av den japanske amatörastronomen Atsushi Sugie i Dynic-observatoriet.
Asteroiden har en diameter på ungefär 5 kilometer.